# Narząd szczątkowy

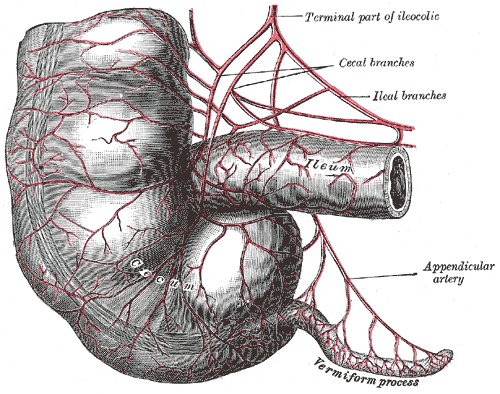
Ludzki wyrostek robaczkowy jest narządem szczątkowym; nie pełni już swojej pierwotnej funkcji

Narząd szczątkowy, narząd rudymentalny, rudyment (łac. rudimentum) – w biologii określa się tak narządy o uproszczonej budowie w porównaniu do ich odpowiedników u innych organizmów, zwłaszcza przodków. Uwstecznienie budowy tych narządów nastąpiło wskutek zatracenia ich pierwotnej funkcji. Narządy szczątkowe zwykle nie spełniają żadnej biologicznej funkcji lub ich funkcja jest marginalna i zazwyczaj w toku ewolucji zanikają. Jeśli jednak narząd taki nie upośledza funkcjonowania organizmu, to nie jest eliminowany przez dobór naturalny. Narządy szczątkowe są pośrednimi dowodami ewolucji.
Przykłady narządów szczątkowych
- u człowieka:
  - wyrostek robaczkowy[1][3]
  - szczątkowe owłosienie ciała[4]
  - mięśnie poruszające małżowiną uszną[1][5]
  - kość ogonowa[1][6]
  - guzek Darwina[7]
  - niektóre części narządów płciowych męskich (przyczepek jądra, przyczepek najądrza, przyjądrze, przewodziki zbaczające, łagiewka sterczowa)[8] i żeńskich (nadjajnik, przyjajnik, przyczepek pęcherzykowaty, nasieniowód szczątkowy)[9]

- u innych zwierząt:
  - kret – ślepe oczy[potrzebny przypis],
  - kopytne – w różnym stopniu zredukowane palce[10],
  - struś i inne ptaki nielotne – skrzydła[11],
  - walenie – szczątkowe kości miednicy i kończyn tylnych[12],
  - słoń – włosy na skórze[potrzebny przypis].